# 米尔卡·米林科维奇
米尔卡·米林科维奇（1955年4月7日—2017年6月13日），克罗地亚女子田径运动员。她曾代表南斯拉夫、克罗地亚参加1972年至2016年的期間的所有夏季残疾人奥林匹克运动会田径比赛。